# نورا استرفی
نورا استرفی (به انگلیسی: Nora Istrefi) (زاده ۲۵ مارس ۱۹۸۶) خواننده آلبانیایی است.
او خواهر ارا استرفی است.